# Marià Vayreda i Vila

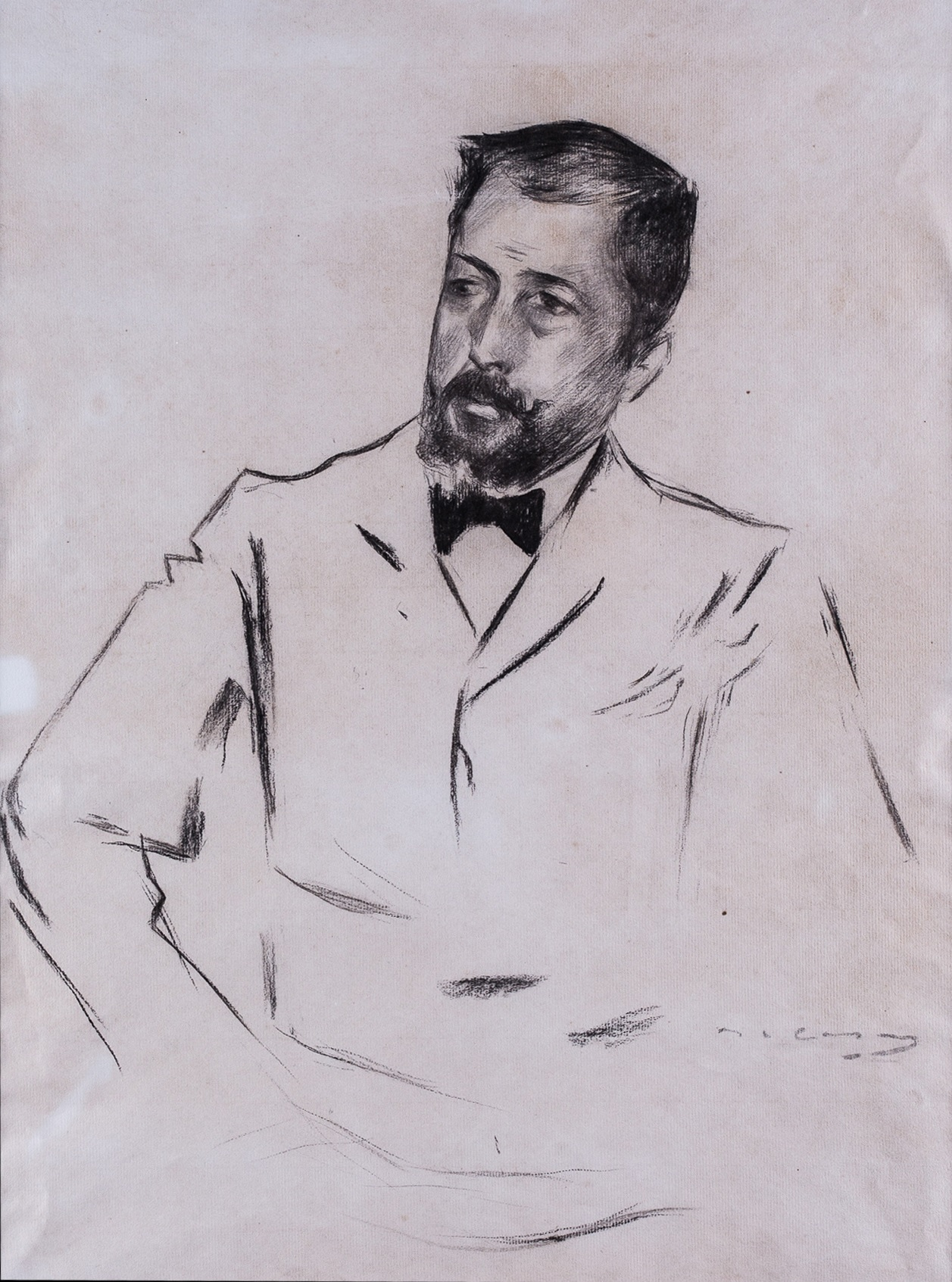
Marià Vayreda dargestellt von Ramon Casas

Marià Vayreda i Vila (* 14. Oktober 1853 in Olot; † 6. Februar 1903 in Barcelona) war ein spanischer Maler des Realismus und Schriftsteller aus Katalonien. Er war Mitglied der Malerschule von Olot und Bruder des Malers Joaquim Vayreda i Vila und des Biologen Estanislaus Vayreda i Vila. Eines seiner bekanntesten Bilder, Viàtic a la muntanya (1887, Der Priester auf dem Weg zur letzten Ölung eines sterbenden Bauern auf den Berg), ist zugänglich im Museu d’Art Modern des MNAC in Barcelona. Marià Vayreda interessierte sich malerisch mehr für das Leben, die weltlichen und christlichen Bräuche der Menschen in der Garrotxa als für die reine Landschaftsmalerei, wie sie sein älterer Bruder Joaquim oder sein Malerkollegen Josep Berga i Boix betrieb. Eine kunsthistorische Besonderheit liegt in dem Umstand, dass Marià Vayreda einige Werke gemeinsam mit seinem Bruder Joaquim Vayreda schuf. In solchen Werken zeichnete Marià für die Anlage und Ausgestaltung der Figuren, Joaquim für die Ausgestaltung der Landschaft verantwortlich. Seine Bilder signierte er mit „Marian Vayreda“.

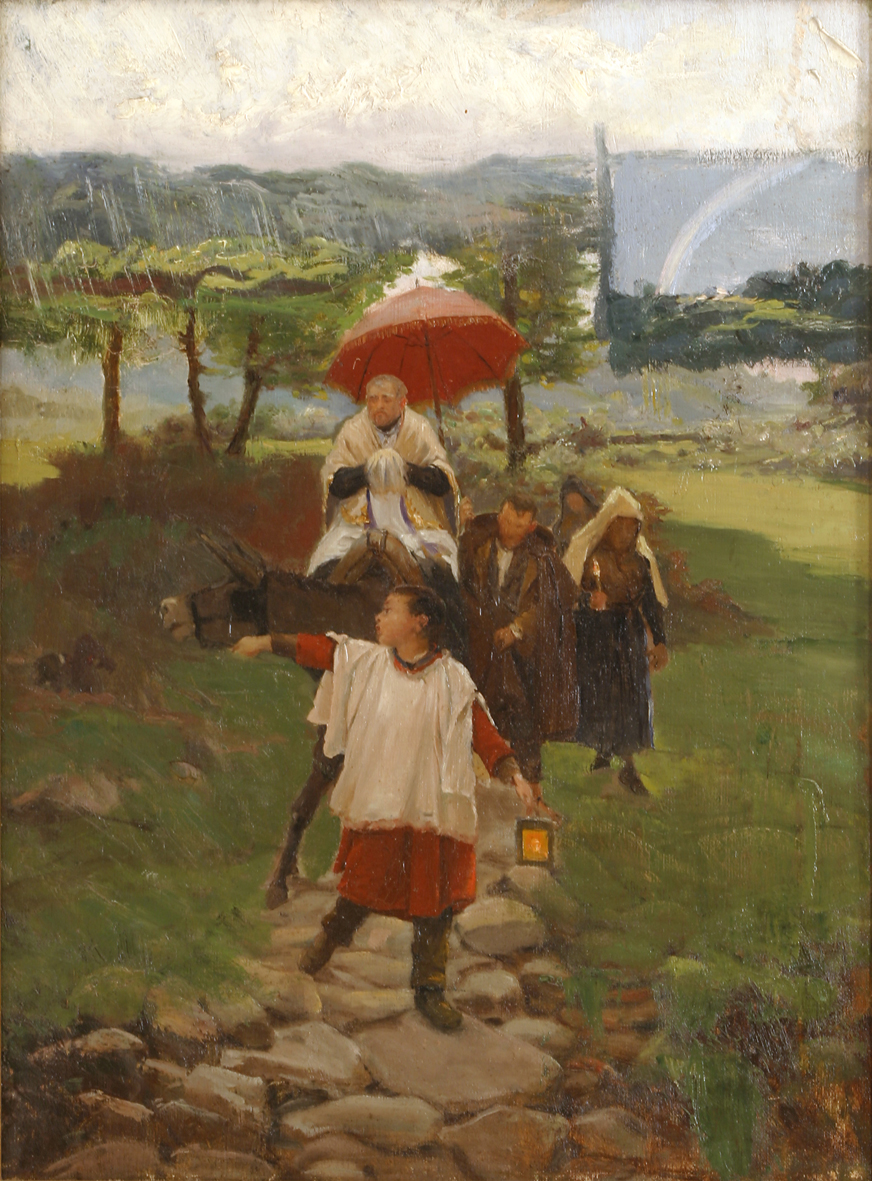
Marià Vayreda i Vila: Kommunion für einen Bergbauern

## Leben und Werk
Nach dem Abitur studierte Marià Vayreda an der „Escuela de Dibuix“ (Schule für künstlerisches Zeichnen) in Olot. Nach dem Tod seiner Eltern schloss er sich im Dritten Karlistenkrieg der karlistischen Wehrmacht unter General Francesc Savalls an. 1875 ging er ins Exil nach Sète ins Languedoc in die Nähe seines Bruders Joaquim und in die Nähe des Malerkollegen Josep Berga i Boix. Ab 1876 ging er für zwei Jahre nach Paris und lernte Malerei im Atelier des Malers Jean-Léon Gérôme. Danach kehrte er nach Katalonien, konkret nach Barcelona zurück. Hier arbeitete er von 1877 bis 1878 an der „Escola de Belles Arts de Barcelona“. Dann ging er endgültig nach Olot zurück. Er spezialisierte sich als Maler auf die Darstellung menschlicher Figuren hatte aber nie jenen durchschlagenden Erfolg, den sein Bruder Joaquim in der Landschaftsmalerei verzeichnen konnte. Seine besten Werke sind diejenigen, die er mit seinem Bruder Joaquim zusammen erstellte. Er gründete das Unternehmen „L’Art Cristià“, das religiöse Kunst in Industriefertigung herstellte und vertrieb. Nach und nach stellte er die Malerei ein und widmete sich der Schriftstellerei. Er veröffentlichte Artikel zu kulturellen Themen in „El Olotense“, die 1890 in „L’Olotí“ umbenannt wurde, und in „Sang Nova“ (1900–1903), die später zum Titel einer seiner Romane werden sollte. Ab 1891 schrieb er Märchen. Besonders zu erwähnen sind seine „Records de la darrera carlinada“ (1898, Erinnerungen aus dem karlistischen Krieg), in denen er mit Realismus und großer Genauigkeit seine Erfahrungen aus diesem Krieg wiedergibt. Wichtige Romane sind „Sang Nova“ (1900, Neues Blut) und vor allem „La Punyalada“ (1904 posthum veröffentlicht, Die Dolchstecherei). Hier beschreibt er die Destruktion eines Individuums im historischen Rahmen des „Bandolerismus“, der in Katalonien auf die karlistischen Kriege folgte. Dabei benutzte er eine perfekte Kombination verschiedener Erzähltechniken aus der Romantik, dem Realismus, dem Naturalismus, der Psychologie und des Feuilletonismus sowie der katalanischen Gebirgsdialekte.